# Danh sách bãi tuốc bin gió trên đất liền
Dưới đây là Danh sách bãi tuốc bin gió trên đất liền, với công suất lắp đặt từ 100 megawatts (MW) trở lên, hiện đang hoạt động, hoặc đang xây dựng, hoặc được đề nghị.

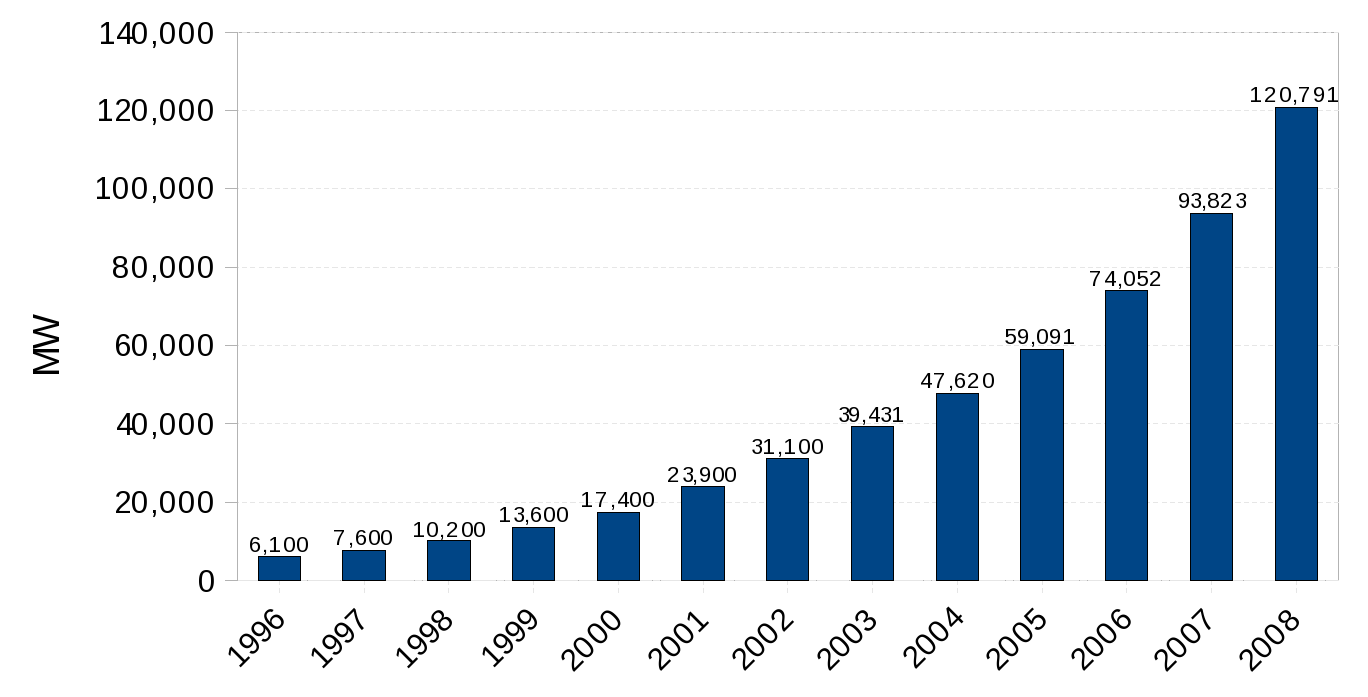
Công suất lắp đặt khắp thế giới 1996-2008

Công suất của các bãi tuốc bin gió trên đất liền khắp thế giới vào cuối năm 2008 là 120.791 megawatts (MW), tăng 28,8%, và năng lượng gió sản xuất được khoảng 1,3% lượng điện tiêu thụ trên toàn cầu. Năng lượng gió sử dụng ở Đan Mạch là khoảng 19%, ở Tây Ban Nha, Bồ Đào Nha là khoảng 9%, ở Đức và Ireland là 6%. Năng lượng gió ở Hoa Kỳ tăng lên nhanh với công suất lắp đặt đạt 25.170 MW vào cuối năm 2008.

## Đang hoạt động hoặc đang xây dựng

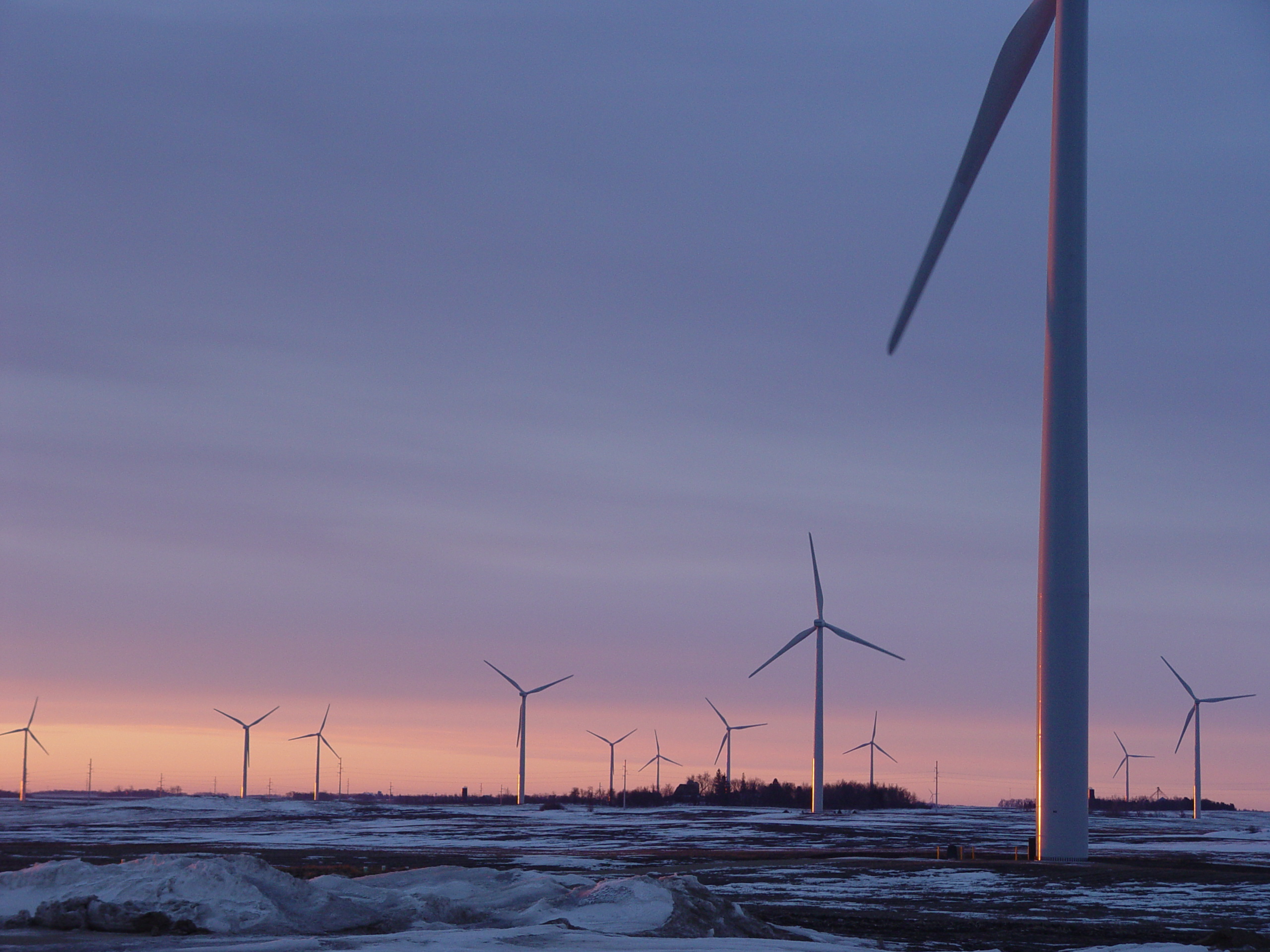
Bãi tuốc bin gió Fenton lúc rạng đông

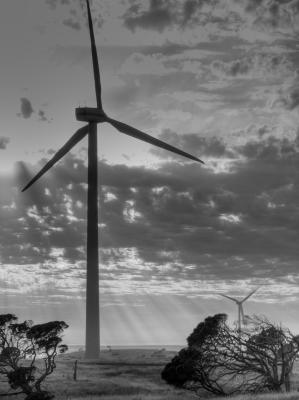
Sáng sớm tại Bãi tuốc bin gió Lake Bonney

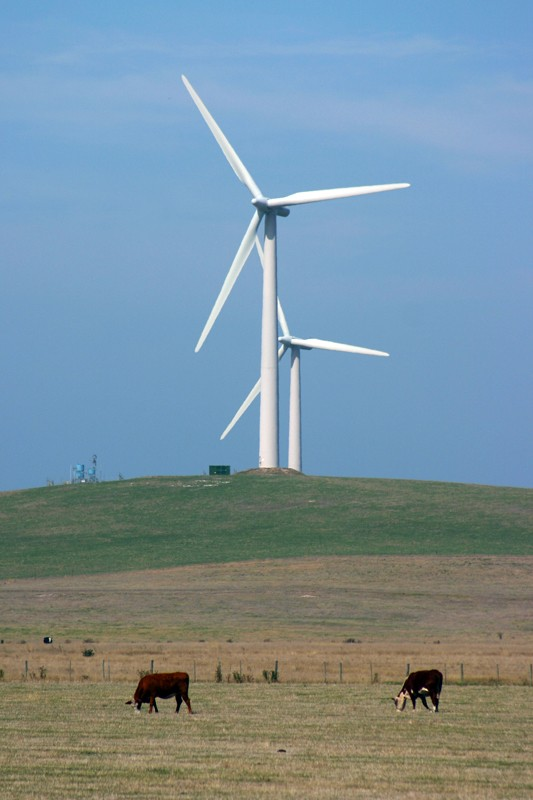
Dự án bãi tuốc bin gió Portland ở Port Fairy - Portland Road

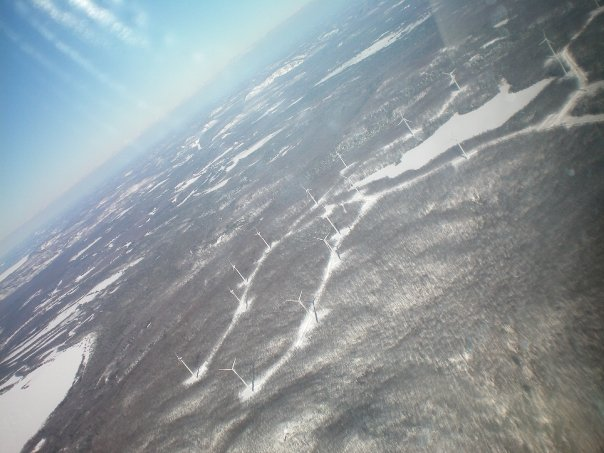
Một phần của Bãi tuốc bin gió Prince Township

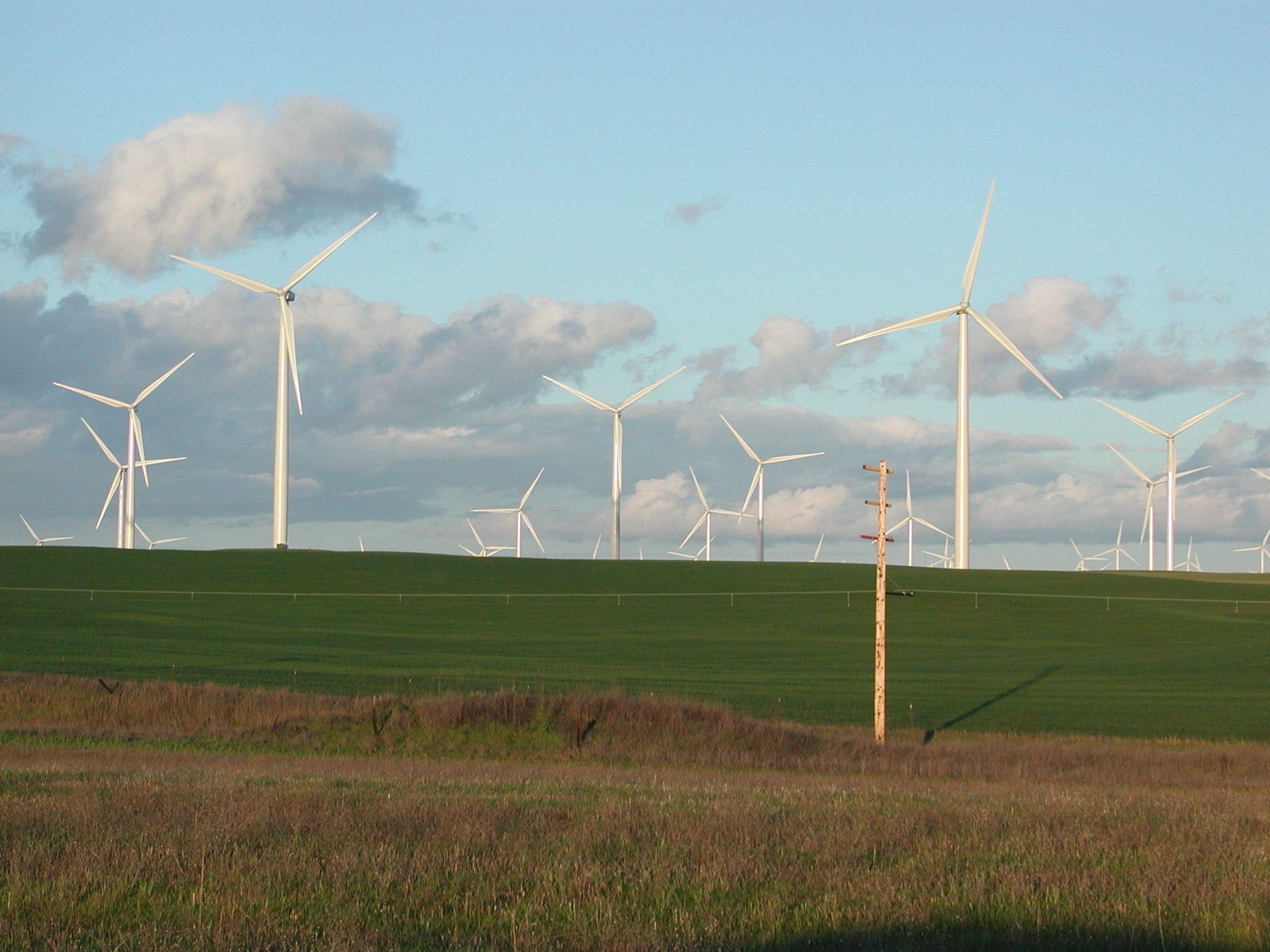
Nhà máy Năng lượng gió Shiloh

| Bãi                             | Lắp đặt Công suất (MW) | Nước           |
| ------------------------------- | ---------------------- | -------------- |
| Adair Wind Farm                 | 175                    | Hoa Kỳ         |
| Altamont Pass Wind Farm         | 596                    | Hoa Kỳ         |
| Alto Minho Wind Farm            | 240                    | Bồ Đào Nha     |
| Anse-à-Valleau Wind Farm        | 100                    | Canada         |
| Arada-Montemuro Wind Farm       | 112                    | Bồ Đào Nha     |
| Ashtabula Wind Farm             | 196                    | Hoa Kỳ         |
| Barton Wind Farm                | 160                    | Hoa Kỳ         |
| Barton Chapel Wind Farm         | 120                    | Hoa Kỳ         |
| Beech Ridge Wind Farm           | 186                    | Hoa Kỳ         |
| Benton County Wind Farm         | 130                    | Hoa Kỳ         |
| Big Horn Wind Farm              | 200                    | Hoa Kỳ         |
| Biglow Canyon Wind Farm         | 125                    | Hoa Kỳ         |
| Black Law Wind Farm             | 124                    | Vương quốc Anh |
| Bliss Wind Farm                 | 100                    | Hoa Kỳ         |
| Blue Canyon Wind Farm           | 225                    | Hoa Kỳ         |
| Blue Sky Green Field Wind Farm  | 145                    | Hoa Kỳ         |
| Brazos Wind Ranch               | 160                    | Hoa Kỳ         |
| Buffalo Gap Wind Farm           | 523                    | Hoa Kỳ         |
| Bull Creek Wind Farm            | 180                    | Hoa Kỳ         |
| Callahan Divide Wind Farm       | 114                    | Hoa Kỳ         |
| Camp Grove Wind Farm            | 150                    | Hoa Kỳ         |
| Camp Springs Wind Farm          | 130                    | Hoa Kỳ         |
| Capricorn Ridge Wind Farm       | 662                    | Hoa Kỳ         |
| Carroll Wind Farm               | 150                    | Hoa Kỳ         |
| Cedar Creek Wind Farm           | 300                    | Hoa Kỳ         |
| Centennial Wind Farm            | 120                    | Hoa Kỳ         |
| Centennial Wind Power Facility  | 150                    | Canada         |
| Century Wind Farm               | 150                    | Hoa Kỳ         |
| CEZ Fântânele Wind Farm         | 600                    | Romania        |
| Champion Wind Farm              | 126                    | Hoa Kỳ         |
| Colorado Green Wind Farm        | 162                    | Hoa Kỳ         |
| Crystal Lake Wind Farm          | 350                    | Hoa Kỳ         |
| Crystal Rig Wind Farm           | 180                    | Vương quốc Anh |
| Desert Sky Wind Farm            | 160                    | Hoa Kỳ         |
| Dutch Hill/Cohocton Wind Farm   | 125                    | Hoa Kỳ         |
| EDP Dobrogea Wind Farm          | 266                    | Romania        |
| El Marquesado Wind Farm         | 198                    | Tây Ban Nha    |
| Elbow Creek Wind Project        | 122                    | Hoa Kỳ         |
| Elk River Wind Farm             | 150                    | Hoa Kỳ         |
| Enbridge Ontario Wind Farm      | 181                    | Canada         |
| Eurus Wind Farm                 | 250                    | Mexico         |
| Fenton Wind Farm                | 206                    | Hoa Kỳ         |
| Forest Creek Wind Farm          | 124                    | Hoa Kỳ         |
| Forward Wind Energy Center      | 129                    | Hoa Kỳ         |
| Fowler Ridge Wind Farm          | 750                    | Hoa Kỳ         |
| Gardunha Wind Farm              | 106                    | Bồ Đào Nha     |
| Glenrock Wind Farm              | 118.5                  | Hoa Kỳ         |
| Goodland I                      | 130                    | Hoa Kỳ         |
| Gray County Wind Farm           | 102                    | Hoa Kỳ         |
| Green Mt. Energy Wind Farm      | 160                    | Hoa Kỳ         |
| Gulf Wind Farm                  | 283                    | Hoa Kỳ         |
| Hackberry Wind Farm             | 165                    | Hoa Kỳ         |
| Hadyard Hill Wind Farm          | 120                    | Vương quốc Anh |
| High Winds Wind Farm            | 162                    | Hoa Kỳ         |
| Higueruela Wind Farm            | 161                    | Tây Ban Nha    |
| Horse Hollow Wind Energy Center | 736                    | Hoa Kỳ         |
| Intrepid Wind Farm              | 160                    | Hoa Kỳ         |
| Judith Gap Wind Farm            | 135                    | Hoa Kỳ         |
| Kibby Wind Power Project        | 132                    | Hoa Kỳ         |
| King Mountain Wind Farm         | 281                    | Hoa Kỳ         |
| Klondike Wind Farm              | 400                    | Hoa Kỳ         |
| Kryevidhi Wind Farm             | 150                    | Albania        |
| Lake Bonney Wind Farm           | 239                    | Úc             |
| Langdon Wind Energy Center      | 159                    | Hoa Kỳ         |
| Lone Star Wind Farm             | 400                    | Hoa Kỳ         |
| Maple Ridge Wind Farm           | 322                    | Hoa Kỳ         |
| Maranchon Wind Farm             | 208                    | Tây Ban Nha    |
| Marengo Wind Farm               | 140                    | Hoa Kỳ         |
| McAdoo Wind Farm                | 150                    | Hoa Kỳ         |
| Melancthon EcoPower Centre      | 199                    | Canada         |
| Milford Wind Corridor Project   | 203                    | Hoa Kỳ         |
| Mount Storm Wind Farm           | 264                    | Hoa Kỳ         |
| NedPower Mount Storm I          | 164                    | Hoa Kỳ         |
| New Mexico Wind Energy Center   | 204                    | Hoa Kỳ         |
| Noble Chateaugay windpark       | 106                    | Hoa Kỳ         |
| Noble Weathersfield Windpark    | 126                    | Hoa Kỳ         |
| Panther Creek Wind Farm         | 257                    | Hoa Kỳ         |
| Peetz Wind Farm                 | 400                    | Hoa Kỳ         |
| Peñascal Wind Farm              | 202                    | Hoa Kỳ         |
| Pine Tree Wind Farm             | 120                    | Hoa Kỳ         |
| Pinhal Interior Wind Farm       | 144                    | Boề Đào Nha    |
| Pioneer Prairie Wind Farm       | 293                    | Hoa Kỳ         |
| Pomeroy Wind Farm               | 196                    | Hoa Kỳ         |
| Port Alma Wind Farm             | 101                    | Canada         |
| Portland Wind Project           | 195                    | Úc             |
| Prarie Star Wind Farm           | 100                    | Hoa Kỳ         |
| Prince Township Wind Farm       | 189                    | Canada         |
| Project West Wind               | 143                    | New Zealand    |
| Red Hills Wind Farm             | 105                    | Hoa Kỳ         |
| Rolling Hills Wind Farm         | 118.5                  | Hoa Kỳ         |
| Roscoe Wind Farm                | 781                    | Hoa Kỳ         |
| Sabloal Valea Dacilor Wind Farm | 147                    | Romania        |
| San Gorgonio Pass Wind Farm     | 619                    | Hoa Kỳ         |
| Sherbino Wind Farm              | 750                    | Hoa Kỳ         |
| Shiloh Wind Farm                | 300                    | Hoa Kỳ         |
| Sisante Wind Farm               | 198                    | Tây Ban Nha    |
| Smoky Hills Wind Farm           | 249                    | Hoa Kỳ         |
| Smøla Wind Farm                 | 150                    | Na Uy          |
| Snowtown Wind Farm              | 170                    | Úc             |
| St. Leon Project                | 104                    | Canada         |
| Stanton Energy Center           | 120                    | Hoa Kỳ         |
| Stateline Wind Project          | 300                    | Hoa Kỳ         |
| Story County Wind Farm          | 150                    | Hoa Kỳ         |
| Sweetwater Wind Farm            | 585                    | Hoa Kỳ         |
| Tararua Wind Farm               | 161                    | New Zealand    |
| Tatanka Wind Farm               | 180                    | Hoa Kỳ         |
| Tehachapi Pass Wind Farm        | 685                    | Hoa Kỳ         |
| Thanet Offshore Wind Project    | 300                    | Vương quốc Anh |
| Tomis Team Dobrogea Wind Farm   | 600                    | Romania        |
| Thorntonbank Wind Farm          | 300                    | Bỉ             |
| Trent Wind Farm                 | 150                    | Hoa Kỳ         |
| Turkey Track Wind Farm          | 169                    | Hoa Kỳ         |
| Twin Groves Wind Farm           | 396                    | Hoa Kỳ         |
| Vankusawade Wind Park           | 201                    | Ấn Độ          |
| Ventominho Wind Farm            | 240                    | Bồ Đào Nha     |
| Vlorë Wind Farm                 | 500                    | Albania        |
| Walnut Wind Farm                | 153                    | Hoa Kỳ         |
| Waubra Wind Farm                | 192                    | Úc             |
| Wethersfield Wind Park          | 124                    | Hoa Kỳ         |
| White Creek Wind Power Project  | 204                    | Hoa Kỳ         |
| Whitelee Wind Farm              | 322                    | Vương quốc Anh |
| Wild Horse Wind Farm            | 229                    | Hoa Kỳ         |
| Wildorado Wind Ranch            | 161                    | Hoa Kỳ         |
| Wolfe Island Wind Project       | 197.8                  | Canada         |
| Woodward Wind Farm              | 159                    | Hoa Kỳ         |
| Woolnorth Wind Farm             | 140                    | Úc             |
| Ea Nam Wind Farm                | 400                    | Việt Nam       |

## Đề nghị
| Bãi                                  | Công suất (MW) | Nước           |
| ------------------------------------ | -------------- | -------------- |
| Bald Hills Wind Farm                 | 104            | Úc             |
| Beech Ridge Wind Farm                | 186            | Hoa Kỳ         |
| Belwind                              | 330            | Bỉ             |
| Blackspring Ridge Wind Farm          | 300            | Canada         |
| Clyde Wind Farm                      | 548            | Vương quốc Anh |
| Crows Nest Wind Farm                 | 124            | Úc             |
| Dobrich Wind Farm                    | 200            | Bulgaria       |
| Enel Agichiol Wind Farm              | 210            | Romania        |
| Eolica Baia Wind Farm                | 126            | Romania        |
| Eolica Beidaud Wind Farm             | 128            | Romania        |
| Eolica Casimcea Wind Farm            | 244            | Romania        |
| Eolica Cogealac Wind Farm            | 448            | Romania        |
| Eolica Sǎcele Wind Farm              | 252            | Romania        |
| Franklin County Wind Farm            | 200-300        | Hoa Kỳ         |
| Golden Hills Wind Farm               | 400            | Hoa Kỳ         |
| Griffin Wind Farm                    | 204            | Vương quốc Anh |
| Halkirk Wind Farm                    | 150            | Canada         |
| Hartland Wind Farm                   | 500-1000       | Hoa Kỳ         |
| Hauauru ma raki                      | 540            | New Zealand    |
| Hawke's Bay Wind Farm                | 225            | New Zealand    |
| High Country Energy Wind Farm        | 300            | Hoa Kỳ         |
| Kavarna Wind Farm                    | 250            | Bulgaria       |
| Kaiwera Downs Wind Farm              | 240            | New Zealand    |
| Koekenaap Wind Farm                  | 100            | Nam Phi        |
| Kruger Energy Port Alma              | 101.2          | Canada         |
| Lac-Alfred Wind Farm                 | 300            | Canada         |
| Lincoln Gap Wind Farm                | 124            | Úc             |
| Macarthur Wind Farm                  | 329            | Úc             |
| Mahinerangi Wind Farm                | 200            | New Zealand    |
| Mărişelu Wind Farm                   | 300            | Romania        |
| Markbygden Wind Farm                 | 4000 at most   | Thụy Điển      |
| Massif-du-Sud Wind Farm              | 150            | Canada         |
| McAdoo Wind farm                     | 150            | Hoa Kỳ         |
| McCormick Ranch Wind Park            | 300            | Hoa Kỳ         |
| Mount Mercer Wind Farm               | 131            | Úc             |
| Motorimu Wind Farm                   | 108            | New Zealand    |
| Musselroe Wind Farm                  | 140            | Úc             |
| Oweninny wind farm                   | 320            | Ireland        |
| Pampa Wind Project                   | 4000           | Hoa Kỳ         |
| Pine Canyon Wind Farm                | 150            | Hoa Kỳ         |
| Pine Tree Wind Project               | 120            | Hoa Kỳ         |
| Plambeck Bulgarian Wind Farm         | 250            | Bulgaria       |
| Project Hayes                        | 630            | New Zealand    |
| Project Central Wind                 | 130            | New Zealand    |
| Puketiro Wind Farm                   | 130            | New Zealand    |
| Rivière-du-Moulin Wind Farm          | 350            | Canada         |
| Rototuna Wind Farm                   | 500            | New Zealand    |
| Shepherds Flat Wind Farm             | 909            | Hoa Kỳ         |
| Silverton Wind Farm                  | 1000 at most   | Úc             |
| Sinus Holding Wind Farm              | 700            | Romania        |
| Slopedown Wind Farm                  | 150 at most    | New Zealand    |
| Taharoa Wind Farm                    | 100            | New Zealand    |
| Tangier Wind Farm                    | 140            | Morocco        |
| Taralga Wind Farm                    | 105            | Úc             |
| Te Waka Wind Farm                    | 156            | New Zealand    |
| Tehachapi Renewal Project            | 4500           | Hoa Kỳ         |
| Titan Wind Project                   | 5050           | Hoa Kỳ         |
| Turitea Wind Farm                    | 300 at least   | New Zealand    |
| Underwood Wind Farm                  | 199.7          | Canada         |
| Valley City/Lake Ashtabula Wind Farm | 200            | Hoa Kỳ         |
| Waitahora Wind Farm                  | 177            | New Zealand    |
| Waverley Wind Farm                   | 135            | New Zealand    |